# Eilema nigrociliata
Eilema nigrociliata är en fjärilsart som beskrevs av Aurivillius 1909. Eilema nigrociliata ingår i släktet Eilema och familjen björnspinnare. Inga underarter finns listade i Catalogue of Life.